# Viscount St. John

Wappen der Viscounts St. John

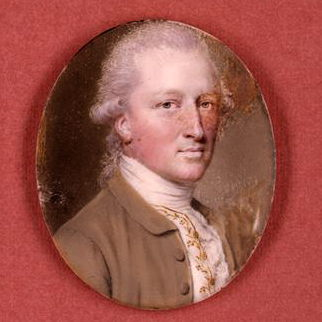
Frederick St. John, 3. Viscount St. John

Viscount St. John, in the County of Lincoln, ist ein erblicher britischer Adelstitel in der Peerage of Great Britain.

## Verleihung
Am 2. Juli 1716 wurde der Titel für Sir Henry St. John, 4. Baronet, geschaffen. Zusammen mit der Viscountcy wurde ihm der nachgeordnete Titel Baron St. John, of Battersea in the County of Surrey verliehen. Bereits 1708 hatte er von seinem Vater den Titel Baronet, of Lydiard Tregoze in the County of Wilts, geerbt, der 1611 in der Baronetage of England seinem Großvater verliehen worden war. Da der älteste Sohn des 1. Viscount St. John, Henry St. John, 1. Viscount Bolingbroke, zum Zeitpunkt der Verleihung geächtet war, wurde der Titel mit dem besonderen Zusatz verliehen, dass dieser nur an seine übrigen Söhne und deren Nachkommen vererbbar sei. Entsprechend fiel die Viscountcy beim Tod des 1. Viscount an dessen zweiten Sohn John, als 2. Viscount, während die Baronetcy an seinen inzwischen begnadigten ersten Sohn Henry fiel. Johns ältester Sohn, der 3. Viscount St. John, erbte beim kinderlosen Tod seines Onkels Henry 1751 auch dessen Adelstitel als 2. Viscount Bolingbroke, 2. Baron St. John, of Lydiard Tregoze, und 6. Baronet, of Lydiard Tregoze. Die Viscountcies St. John und Bolingbroke sind seither vereinigt.

## Liste der Viscounts St. John (1716)
- Henry St. John, 1. Viscount St. John (1652–1742)
- John St. John, 2. Viscount St. John (um 1695–1749)
- Frederick St. John, 2. Viscount Bolingbroke, 3. Viscount St. John († 1787)
- George St. John, 3. Viscount Bolingbroke, 4. Viscount St. John (1761–1824)
- Henry St. John, 4. Viscount Bolingbroke, 5. Viscount St. John (1786–1851)
- Henry St. John, 5. Viscount Bolingbroke, 6. Viscount St. John (1820–1899)
- Vernon St. John, 6. Viscount Bolingbroke, 7. Viscount St. John (1896–1974)
- Kenneth St. John, 7. Viscount Bolingbroke, 8. Viscount St. John (1927–2010)
- Henry St. John, 8. Viscount Bolingbroke, 9. Viscount St. John (1957–2011)
- Nicholas St. John, 9. Viscount Bolingbroke, 10. Viscount St. John (* 1974)

Mutmaßlicher Titelerbe (Heir Presumptive) ist der Großonkel des aktuellen Titelinhabers, Walter St. John (* 1921).